# Bayern 2 (Schiff, 1938)
Die Bayern 2 ist ein historischer Flussschlepper, der 1938 gebaut wurde.

## Geschichte
Der Schlepper wurde 1938 für den Einsatz auf dem Main übergeben. Er befindet sich noch heute in dritter Generation in Familienbesitz des ursprünglichen Eigners. Während des Zweiten Weltkriegs wurde die Bayern 2 von der Kriegsmarine der Wehrmacht übernommen und erhielt die Kennung R 73 R und wurde als Seelöwe-Schlepper kategorisiert. Sie wurde auf der Nordsee zur Kontrolle der Rettungsbojen eingesetzt, die zur Aufnahme von Piloten und Besatzungen notgewasserter Flugzeuge dienten. Während eines Einsatzes wurde der Rumpf des Schiffes von einem Artilleriegeschoss durchschlagen und es kam zu Wassereinbruch. Man konnte jedoch noch schnell genug in den nächsten Hafen zurückkehren und das Schiff mittels eines Krans vor dem Sinken bewahren. Nach dem Krieg kehrte die Bayern 2 zu ihrem ursprünglichen Einsatzort Aschaffenburg zurück. Im August 2016 wurde das marode Steuerhaus erneuert.

## Technik
Die  Bayern 2 wird von einem 180 PS starken Dieselmotor mit sechs Zylindern mit einem Gesamthubraum von 75.000 cm³ angetrieben. Mittels Pfahlzug wurde jedoch eine Zugkraft von etwa 3 t ermittelt, was etwa einer Leistung von 300 PS entspricht. Mit dieser Zugkraft können bis zu 3000 t Last gezogen werden. Der Motor hat im Leerlauf eine Drehzahl von etwa 100 Umdrehungen pro Minute und maximal 575 min−1. Wegen Überhitzung bei maximaler Drehzahl beträgt die höchste Drehzahl bei Dauerbelastung 500 min−1. Der Motor mit der Bezeichnung 6KSUA wurde 1936 bei Güldner-Motoren-Gesellschaft in Aschaffenburg gebaut. Der Motor verfügt über ein Schwungrad mit einer Masse von ungefähr 1000 kg. Das Gesamtgewicht des Motors beträgt etwa 8000 kg.
Vor dem Start des Motors müssen alle Ventile und Kipphebel und die Nockenwelle manuell geölt werden. Nun muss noch der Öldruck mittels einer Handpumpe aufgebaut und die Seehähne für die Wasserkühlung geöffnet werden. Nach dem manuellen Törnen wird der Motor mittels 30 bar Luftdruck gestartet. Erst nach einer Warmlaufphase von 15 Minuten ist der Dieselmotor voll einsatzbereit. Die offenliegenden Ventile müssen alle zwei Stunden nachgeölt werden.